# Woodbridge
Woodbridge er en by i Suffolk Coastal distriktet, Suffolk, England, med et indbyggertal (pr. 2015) på 11.385. Byen ligger 116.2 km fra London.
Byen ligger tæt på flere arkæologiske områder fra den angelsaksiske periode, inklusive Sutton Hoo. Den nævnes i Domesday Book fra 1086, hvor den kaldes Udebriga/Udebrige/Udebryge/Wdebride/Wdebrige/Wudebrige/Wudebrvge, hvor den havde 35 gårde. Den er kendt for sin bådehavn og tidevandsmølle på Suffolks kyst i et område kaldet Suffolk Coast and Heath Area of Outstanding Natural Beauty.
Der afholdes flere festivaler i byen. Som en "juvel i Suffolks krone", er den byen blev nævnt som det bedste sted at bo i Østengland.

## Klima
| Vejr for RAF Bentwaters 26m amsl (1991–2020) | Vejr for RAF Bentwaters 26m amsl (1991–2020) | Vejr for RAF Bentwaters 26m amsl (1991–2020) | Vejr for RAF Bentwaters 26m amsl (1991–2020) | Vejr for RAF Bentwaters 26m amsl (1991–2020) | Vejr for RAF Bentwaters 26m amsl (1991–2020) | Vejr for RAF Bentwaters 26m amsl (1991–2020) | Vejr for RAF Bentwaters 26m amsl (1991–2020) | Vejr for RAF Bentwaters 26m amsl (1991–2020) | Vejr for RAF Bentwaters 26m amsl (1991–2020) | Vejr for RAF Bentwaters 26m amsl (1991–2020) | Vejr for RAF Bentwaters 26m amsl (1991–2020) | Vejr for RAF Bentwaters 26m amsl (1991–2020) | Vejr for RAF Bentwaters 26m amsl (1991–2020) |
|                                              | Jan                                          | Feb                                          | Mar                                          | Apr                                          | Maj                                          | Jun                                          | Jul                                          | Aug                                          | Sep                                          | Okt                                          | Nov                                          | Dec                                          | År                                           |
| -------------------------------------------- | -------------------------------------------- | -------------------------------------------- | -------------------------------------------- | -------------------------------------------- | -------------------------------------------- | -------------------------------------------- | -------------------------------------------- | -------------------------------------------- | -------------------------------------------- | -------------------------------------------- | -------------------------------------------- | -------------------------------------------- | -------------------------------------------- |
| Gennemsnitlig maks °C                        | 7,8                                          | 5,8                                          | 10,2                                         | 11,2                                         | 15,3                                         | 17,7                                         | 21,5                                         | 22,6                                         | 19,3                                         | 12,9                                         | 10,6                                         | 7,3                                          | 13,5                                         |
| Gennemsnitlig °C                             | 6                                            | 4                                            | 7,7                                          | 8,3                                          | 12,2                                         | 14,4                                         | 18,4                                         | 19,1                                         | 15,9                                         | 10,5                                         | 8,3                                          | 5,4                                          | 10,9                                         |
| Gennemsnitlig min °C                         | 4,1                                          | 2,2                                          | 5,2                                          | 5,3                                          | 9,1                                          | 11,1                                         | 15,4                                         | 15,5                                         | 12,5                                         | 8                                            | 6,1                                          | 3,4                                          | 8,2                                          |
| Gennemsnitlig regn mm                        | 43,7                                         | 46,4                                         | 36,9                                         | 39,4                                         | 48                                           | 45,8                                         | 23,1                                         | 15,2                                         | 61,3                                         | 20,1                                         | 65,5                                         | 38,3                                         | 483,7                                        |
| Gns. dage med regn (≥ 1.0 mm)                | 8,6                                          | 8,4                                          | 9,3                                          | 8,6                                          | 6,8                                          | 10,6                                         | 5,4                                          | 5                                            | 5,5                                          | 10,1                                         | 13,5                                         | 8,3                                          | 100,1                                        |
| Kilde: Meteoclimat                           |                                              |                                              |                                              |                                              |                                              |                                              |                                              |                                              |                                              |                                              |                                              |                                              |                                              |